# Nació Neutral

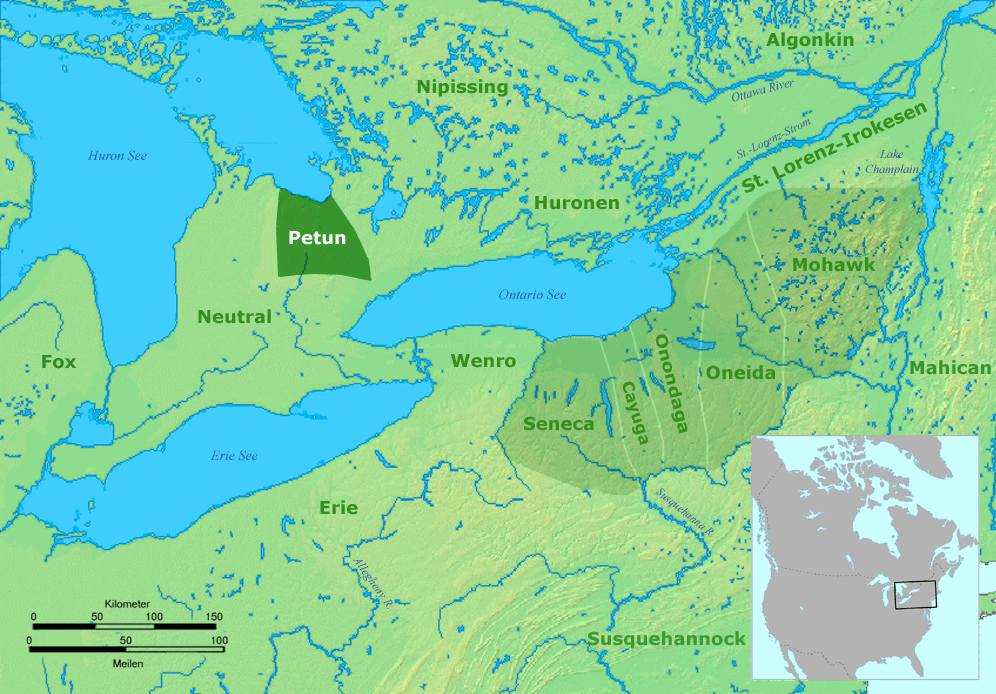
Territori neutral

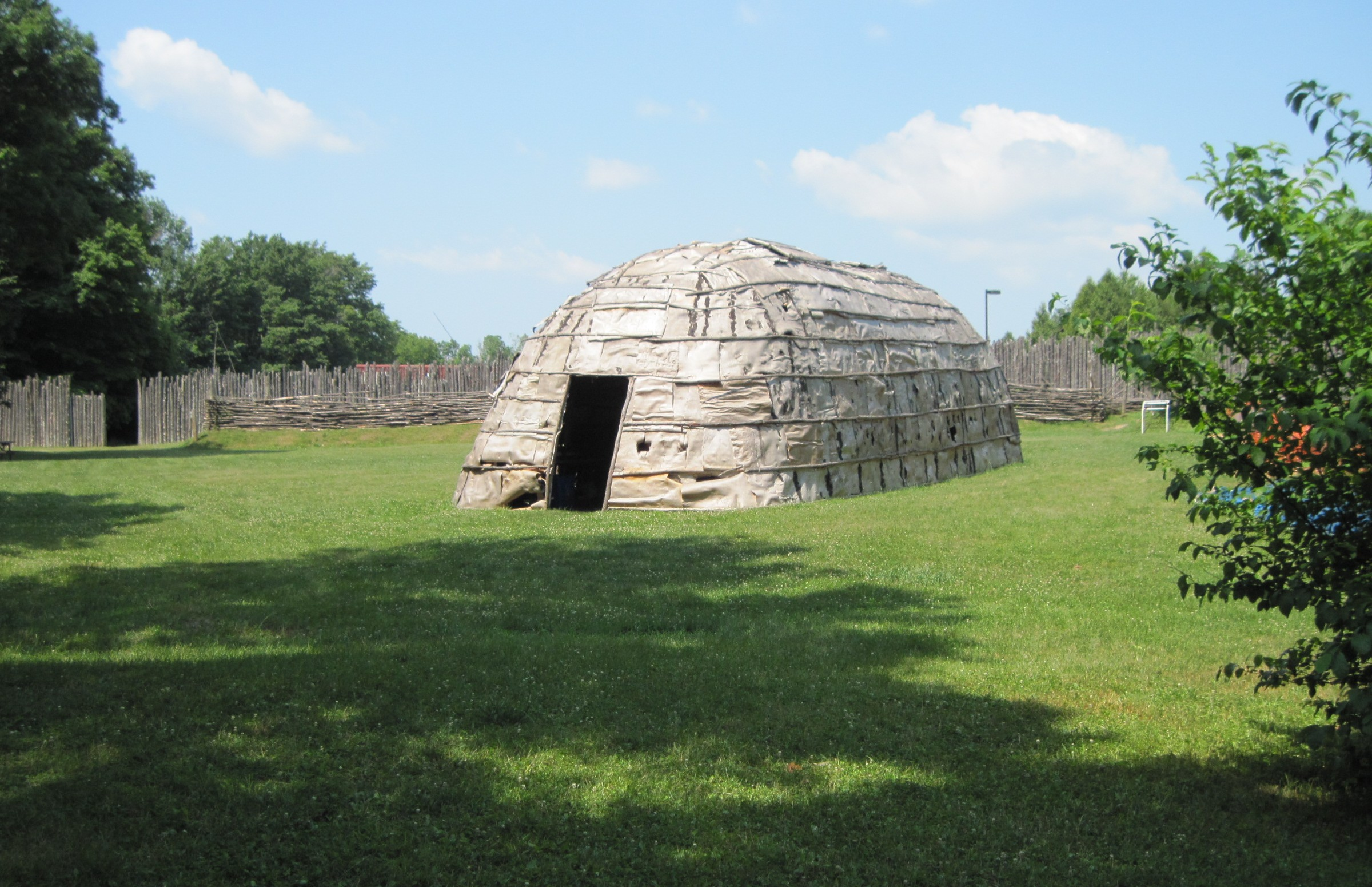
Reconstrucció de cabana attawendaron al museu d'arqueologia d'Ontario

La Confederació Neutral, també coneguda com a Attawandaron o Attiwendaronk, era un grup d'amerindis dels Estats Units que parlaven llengües iroqueses i que vivien als marges septentrionals del llac Ontario i del llac Erie.
Les relacions jesuïtes de 1652 descriuen tatuatges entre els Petun i els Neutrals: "I això (tatuatge) en algunes nacions és tan comú que en la que anomenam Tabac, i en la qual, a causa de gaudir de la pau amb els hurons i amb els iroquesos és anomenada neutral, jo no sé si s'ha trobat un sol individu, que no estava pintat d'aquesta manera, en alguna part del cos."

## Territori
Durant el final del segle xvi i el segle xvii, el territori dels Attawandaron es trobava sobretot dins dels límits de l'actual Ontario meridional. No hi havia un sol grup de població a l'est, a través del riu Niàgara prop de l'actual Buffalo, Nova York. El límit occidental del seu territori era la vall del Grand River, amb concentracions de població existents en la península de Niàgara i en les proximitats de les comunitats actuals de Hamilton i Milton, Ontario.
El professor de la McMaster University William Noble ha excavat i documentat l'existència de molts pobles al sud-oest de Hamilton que comprenen una confederació neutral que ell creu que va tenir el seu epicentre en el lloc de "Walker" i va ser presidida per un cap de guerra superior anomenat Souharissen. Noble va ser instrumental en l'excavació i documentació d'altres llocs neutrals a Thorold, Grimsby i Binbrook.
Souharissen era un poderós rei guerrer que es va enfrontar i va derrotar a la Nació "Foc" en l'estat actual de Michigan i amb el qual un sacerdot agustí Joseph Roche Daillon hi residí cinc mesos en l'hivern de 1626–27. En la seva estada, Daillon visità 28 viles Neutral inclosa la capital que ell va anomenar Notre Dame de Angels. Els terres fèrtils i plans dels diferents racons que Big Creek, a tres milles de la seva desembocadura a Grand River, són ideals per al patró d'assentament a llarg termini. Noble fins i tot utilitza el terme "Neutralia" per designar aquesta concentració de nadius de parla iroquesa.
Les fonts documentals indiquen que la població dels Neutrals històrics va oscil·lar entre 12.000 i 40.000 persones, amb el menor nombre que indica l'efecte devastador de noves malalties infecciones europees i els períodes de fam durant la primera meitat del segle xvii.
F. Douglas Reville a The History of the County of Brant (1920) declarà que els vedats de cacera dels Attawandaron oscil·laven entre Genesee Falls i Sarnia, i el sud d'una línia estreta entre Toronto i Goderich.
Étienne Brûlé travessà el territori Attawandaron en 1615 però no va deixar cap documentació de la seva presència. Joseph de La Roche Daillon van emprendre un viatge missioner a territori neutral en 1626. St. Jean de Brébeuf i Chaumonot visitaren divuit viles dels neutrals en 1640–1641, i li van donar un nom cristià a cadascuna. L'única que esmenten en els seus escrits fou Kandoucho, o Tots Sants, la més propera al territori dels Hurons; Onguioaahra, al riu Niàgara; Teotongniaton o St. Guillem, al centre del país; i Khioetoa, o St. Miquel.
F. Douglas Reville descriu llur territori com que havia estat molt boscós i ple de "arbres fruiters silvestres de gran varietat", com arbres de fruits secs, arbustos de baies, i vinyes silvestres. "Dant, caribú, i os negre; cérvols, llops, guineus, martes i gats salvatges omplen els boscos."

## Nom
Els Neutrals eren anomenats Attawandaron pels hurons, que vol dir "poble que parla malament o una mica diferent". Ambdós pobles parlen llengües iroqueses però eren culturalment diferents i competien pels recursos.
Els francesos anomenaren al poble "Neutral" (la Nation neutre) perquè intentaren mantenir-se neutrals entre els hurons i la Confederació Iroquesa. El territori Neutral contenia jaciments de sílex prop de l'extrem oriental del llac Erie. Aquest important recurs es va utilitzar per fer puntes de llança i puntes de fletxa, i la seva importància els va donar poder per mantenir la seva neutralitat. Quan els països veïns van començar a rebre armes de foc del comerç amb els europeus, però, la possessió de jaciments de sílex ja no serví com a cap avantatge.
El cap de la neutrals en els seus últims anys va ser nomenat Tsouharissen ("Fill del Sol") que va dirigir diverses incursions contra els Mascouten, que vivien als actuals Michigan i Ohio. Tsouharissen va morir pel 1646.

## Destí
Els Neutrals van fer una aliança amb els també iroquesos Wenrohronon, per defensar-se de la poderosa Confederació Iroquesa. Es va dissoldre en 1639 amb efectes devastadors, particularment per als Wenro. Aleshores es van aliar amb els hurons, que es trobaven més lluny i no podien oferir-los molt suport.
Cap al 1650, durant un període conegut vagament com le Guerres del Castor, la Confederació Iroquesa va declarar la guerra als attawandaron; pel 1653, la Confederació havia aniquilat pràcticament les tribus més petites, havia destruït els seus llogarets, incloent Kandoucho. L'última menció als Neutrals als registres francesos data de 1671.

## Arqueologia
Els monticles de Southwold vora St. Thomas, contenen les restes d'un llogaret neutral anterior al contacte i és un Lloc Històric Nacional del Canadà.
El Museu d'Arqueologia d'Ontario de London, Ontario, es troba adjacent a un altre jaciment neutral de 500 anys. Aquest poble, designat com a "Vila Prehistòrica Iroquesa de Lawson", ha estat objecte d'estudi des de principis de 1900. S'ha reconstruït una part del poble, incloent les seves palissades i cases comunals. Al museu es mostren una gran col·lecció d'artefactes neutrals recuperats.
Una placa històrica commemora el paper de la Vila Prehistòrica de Lawson en el patrimoni d'Ontario.
L'arqueòloga Mary Jackes va investigar la catàstrofe que va portar a l'extinció de la Nació Neutral a principis dels anys 1650, malgrat els informes dels francesos que els van conèixer "en 1610 com a forts, sans i nombrosos. Vivien en la més fèrtil i càlida part d'Ontario. Estaven decidits a romandre neutrals en els conflictes entre els iroquesos del sud dels Grans Llacs i els iroquesos d'Ontario, que vivien al nord dels Neutrals. Ells prosperar en el comerç, en lloc de la guerra. " Jackes reexaminà els informes francesos, com les relacions jesuïtes i els artefactes trobats en el jaciment Grimsby. Quan es van fer excavacions per al desenvolupament de noud habitatged a Grimsby, Ontario, en 1976, va ser descobert un cementiri de la Nació Neutral Nació va ser descobert en la cala protegida de l'escarpa de Niagara. L'excavació per Kenyon es va tancar després de només dos mesos en 1977 i els esquelets es va tornar a enterrar prop del lloc original. Es van fer les estimacions de més d'un centenar de cossos. "Interrupció natural, malaltia, fam i anys de mal temps haurien estat suficients per començar la disminució de la població. Intensificació de la guerra, amb molts morts, presa de captius o obligats a convertir-se en refugiats, va portar a un col·lapse gairebé total de la població." Jackes suggerí que aquest lloc d'enterrament "era significatiu i que era un lloc de refugi ... especialment per a les dones i els nens".